# 原秀三
原秀三（はら ひでぞう、1922年3月28日 - 没年不明）は、日本の大蔵官僚。関東信越国税局長、外務省在英国大使館参事官、外務省在英国大使館公使、日本専売公社副総裁、住総社長、同社会長などを務めた。

## 来歴
東京帝国大学経済学部経済学科在学中の1943年12月に大竹海兵団として臨時召集される。1944年9月 東京帝大経済学部経済学科卒業。海軍主計中尉を経て、1945年9月に予備役となる。
同年10月 大蔵省入省。主税局属。1948年2月 高等試験行政科を合格。同年2月 広島財務局直税部第一課。同年11月 前橋税務署長。
その後は理財局総務課長補佐、主税局税関部業務課長補佐、外務省在香港総領事館領事などを務める。
1966年8月 札幌国税局長。1967年8月 理財局総務課長。1968年6月 関東信越国税局長。1969年8月に外務省在英国大使館参事官となる。2度の外国勤務や外債発行の経験から国際派とされていた。
1972年1月 外務省在英国大使館公使となるが、同年6月に退官して7月に日本専売公社理事・総務理事に転じた。この経緯については本省に“出番”がなくなっていたからだと指摘されている。専売公社では1978年10月16日に副総裁に就任した。
1981年12月に住総取締役社長に転じ、1987年6月 同社代表取締役会長に就任した。1991年6月 同社取締役相談役となる。